# Klaus Strittmatter
Klaus Strittmatter (* 29. Januar 1936 in Heilbronn) war von 2000 bis 2003 Vizepräsident des Deutschen Alpenvereins (DAV).

## Leben

### Ausbildung und Beruf
Strittmatter schloss zunächst eine Lehre als Industrie-Kaufmann ab. Danach absolvierte er mit Erfolg von 1956 bis 1959 eine weitere Ausbildung als CVJM-Sekretär beim CVJM-Gesamtverband in Kassel. Er hatte damals die Wahl zwischen Sport und Kirche, entschied sich dann für den Glaubensweg als Beruf. Anfang der 1960er Jahre durchlief er ein Studium als Gasthörer an der Deutschen Sporthochschule in Köln.
In der Evangelischen Landeskirche in Württemberg bekleidete er über viele Jahre das Amt des Landesbeauftragten für Kirche und Sport. Während dieser Zeit war er als Heim- und Tourenleiter in der Freizeit- und Bildungsstätte des Evangelischen Jungmännerwerkes Württemberg im Silserhof in Sils Maria tätig. In Sils Maria war  Strittmatter als Vorstandsmitglied des bundesweiten Arbeitskreises Kirche und Sport bei der Evangelischen Kirche in Deutschland (EKD) einer der Initiatoren für den sog. Studienkurs Kirche und Sport. Seit 1970 treffen sich dort Verantwortliche aus den Bereichen von Kirche, Sport und Gesellschaft zur Behandlung eines jährlich wechselnden brisanten Themas.
Strittmatter war hauptamtliches Mitglied des Eichenkreuzsport-Rates in den 1960er und 1970er Jahren. In dieser Funktion war er bei Bundestagen und Hauptausschusssitzungen des Deutschen Sportbundes regelmäßig Delegierter des CVJM-Gesamtverbandes, der zu dieser Zeit noch zu den außerordentlichen Mitgliedsverbänden im DSB gehörte. Mit Jürgen Palm zusammen wirkte  Strittmatter in den 1970er Jahren auch im Bundesausschuss Breitensport des DSB, im Rahmen dieser Tätigkeit war er u. a. maßgeblich für die Ausarbeitung und Umsetzung der „Trimm-Dich-Bewegung“ beteiligt.

### Bad Boll
Nach beruflichen Stationen als Jugendwart und Landessport- sowie als Personalreferent beim Evangelischen Jugendwerk Württemberg in Stuttgart wechselte  Strittmatter im Jahre 1978 als Studienleiter für Sport, Freizeit und Vereine an die 1945 gegründete Evangelische Akademie Bad Boll. Bis zu seiner Pensionierung im Jahr 2000 gestaltete und leitete er eine Vielzahl von Tagungen im Themenfeld von Kirche, Sport und Alpinismus. Der Direktor der Evangelischen Akademie Bad Boll, Jo Krummacher, bezeichnete Strittmatter als den „Brückenbauer zwischen Kirche und Sport“. Ebenso nahm Strittmatter Kontakt zum Alpenverein auf und stieß dort auf viel Interesse. Man plante und veranstaltete gemeinsam die Alpinismustagungen mit dem DAV. Unter seiner Moderation wurden brisante und zukunftsweisende Ideen im und um den Deutschen Alpenverein aufgegriffen, analysiert und Handlungsperspektiven entwickelt.
„Sein Name steht für die Verbindung von Sport und Kirche“. Mit diesen Worten würdigte der Sportwissenschaftler Ommo Grupe das Engagement  Strittmatters, dem am 1. Dezember 2001 in der Evangelischen Akademie Bad Boll das Bundesverdienstkreuz überreicht wurde.

### Deutscher Alpenverein
Nach Beendigung seiner beruflichen Laufbahn stellte sich  Strittmatter ehrenamtlich von 2000 bis 2003 beim Deutschen Alpenverein im Präsidium als 2. Vorsitzender und gleichzeitig als Vorsitzender des Verwaltungsausschusses zur Verfügung, zu dem u. a. auch das Alpine Museum auf der Praterinsel in München gehört. Strittmatter hielt die Festansprache anlässlich der Einhundert-Jahr-Feier der Bibliothek des Deutschen Alpenvereins im Haus des Alpinismus am 9. Oktober 2002 auf der Praterinsel.

## Ehrungen
- 2000: Verleihung der Ludwig-Wolker-Plakette beim Bundestag des DSB am 8. Dezember 2000 in Hannover.
- 2001: Verdienstkreuz 1. Klasse der Bundesrepublik Deutschland.

## Werke
- Klaus Strittmatter: Zur Didaktik des Sports in der politischen Bildung. In: Gesellschaftliche Funktionen des Sports. Bonn 1984, ISBN 3-921352-10-1, S. 221–230.
- Ommo Grupe, Wolfgang Huber (Hrsg.): Zwischen Kirchturm und Arena : Evangelische Kirche und Sport. Kreuz Verlag, Stuttgart 2000, ISBN 3-7831-1728-3. Unter anderem mit einem Beitrag von Klaus Strittmatter: „Von der Höhe an die Basis“.